# Maria Fletcher
Maria Beale Fletcher (Asheville, 23 giugno 1942) è un'ex modella statunitense, eletta Miss Carolina del Nord 1961 e Miss America 1962 il 10 settembre 1960, battendo le altre cinquantatré concorrenti.
Nata da Charles "Beale" e Margaret Gatley Fletcher, che erano i fondatori nell'area di Asheville della scuola di danza Fletcher e della compagnia di balletto Land of the Sky Civic Ballet, ha un fratello di nome Walter e due sorelle di nome Margaret e Bonnie. Diplomata presso la A.C. Reynolds High School, Maria Fletcher ha lavorato presso Radio City Music Hall, prima di vincere il titolo.
In seguito, nel corso degli anni sessanta la Fletcher ha condotto The Noon Show sull'emittente televisiva di Nashville WSM.